# Ichtiman
Ichtiman (Bulgaars: Ихтиман), ook geschreven als Ihtiman, is een stad gelegen in het westen van Bulgarije in de oblast Sofia. De stad Sofia ligt op 48 kilometer afstand en de stad Plovdiv op 98 kilometer afstand.

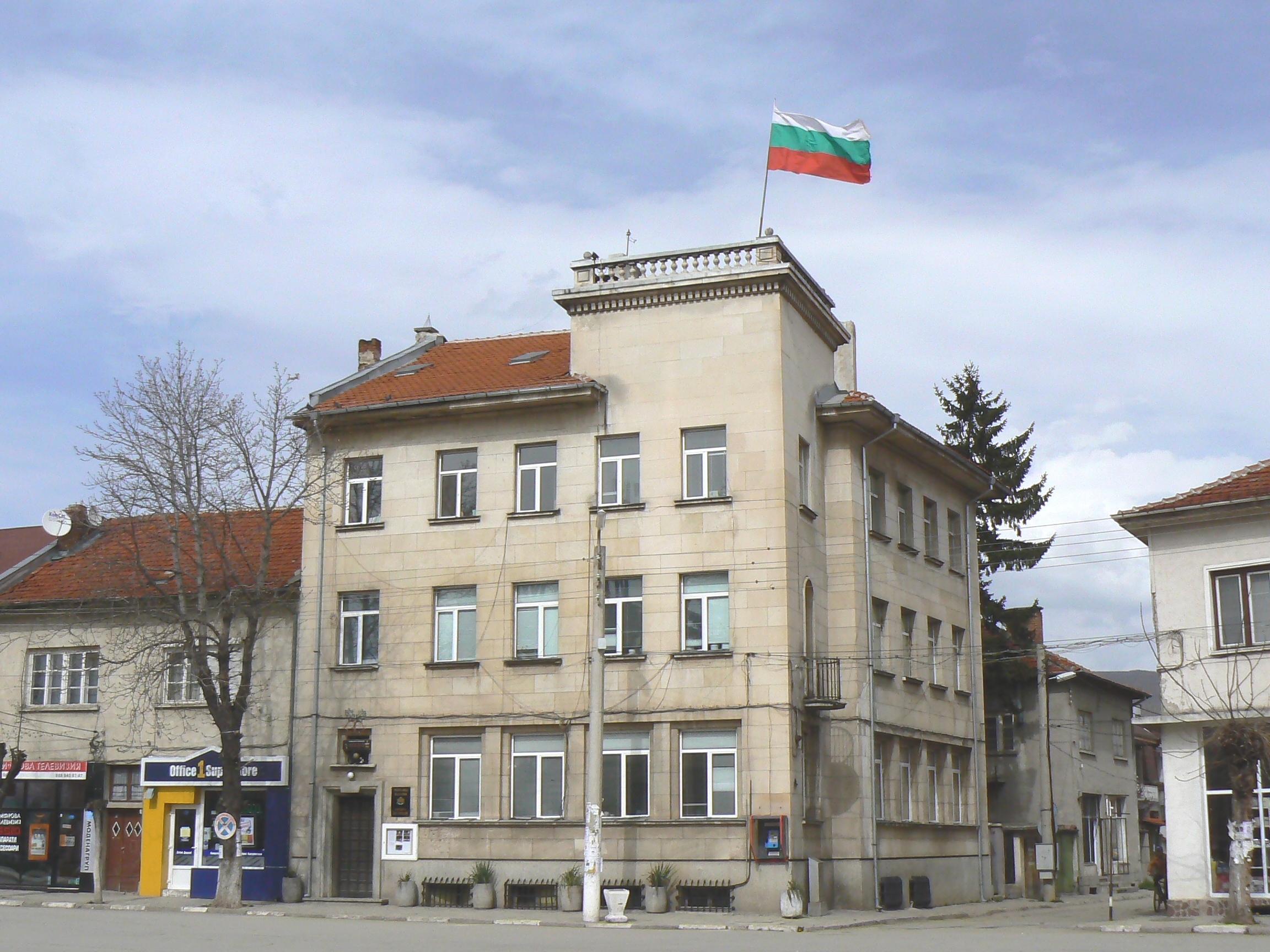
Het gemeentehuis van Ichtiman

## Geografie
De gemeente ligt in het zuidoostelijke deel van de oblast Sofia. Met een oppervlakte van 541,775 km² is het de derde van de 22 gemeenten in het district, hetgeen overeenkomt met 7,65% van het grondgebied van de oblast. De gemeentelijke grenzen zijn als volgt:
- in het noorden - de gemeente Elin Pelin en de gemeente Mirkovo;
- in het noordoosten - gemeente Panagjoerisjte, oblast Pazardzjik;
- in het zuidoosten - gemeente Lesitsjovo, oblast Pazardzjik;
- in het zuiden - gemeente Kostenets;
- in het zuidwesten - gemeente Samokov;
- in het westen - de stad Sofia.

## Bevolking
Op 31 december 2019 telde de stad Ichtiman 12.641 inwoners, een lichte daling vergeleken met het maximum van 13.593 personen in maart 2001. De grootste groep in de stad Ichtiman vormden etnische Bulgaren (8.148 personen; 67,5%), gevolgd door een grote gemeenschap de Roma (3.746 personen; 31%).
| Jaar              | 1884   | 1910   | 1934   | 1946   | 1956   | 1965   | 1975   | 1985   | 1992   | 2001   | 2011   | 2019   |
| stad Ichtiman     | 3.221  | 5.401  | 5.687  | 6.526  | 9.063  | 10.317 | 11.469 | 12.989 | 12.926 | 13.593 | 13.059 | 12.641 |
| gemeente Ichtiman | n.n.b. | n.n.b. | 22.315 | 23.344 | 24.819 | 21.063 | 20.738 | 20.218 | 19.074 | 19.303 | 17.720 | 16.732 |

De gemeente Ichtiman telde 16.732 inwoners in 2019, een daling vergeleken met het maximum van 24.819 personen in 1956. Vooral het inwonersaantal op het platteland is tussen 1956 (15.756 personen) en 2019 (4.091 personen) drastisch gedaald.

### Religie
Traditioneel is de meerderheid van de bevolking van Ichtiman lid van de Bulgaars-Orthodoxe Kerk. Bij de volkstelling van 1 februari 2011 was het invullen van een geloofsovertuiging optioneel. Van de 17.720 inwoners die werden geregistreerd bij de volkstelling van 2011 kozen 6.107 personen (34%) ervoor om hun religieuze overtuiging niet te specificeren. Een ruime meerderheid van de 11.613 respondenten was christelijk (82%), met name lid van de Bulgaars-Orthodoxe Kerk (80%). De grootste religieuze minderheden vormden de protestanten (2,5%) en de moslims (1%). Ruim 16% van de respondenten was ongodsdienstig of had geen definieerbare antwoord gegeven op de optionele volkstelling van 2011.
|                              | Aantal | Percentage (%) | Percentage (%) |
| 17720                        | Totaal | Respondenten   |                |
| ---------------------------- | ------ | -------------- | -------------- |
| Bulgaars-Orthodoxe Kerk      | 9235   | 52,11          | 79,52          |
| Katholieke Kerk in Bulgarije | 52     | 0,29           | 0,45           |
| Protestantisme               | 290    | 1,64           | 2,50           |
| Islam in Bulgarije           | 111    | 0,63           | 0,96           |
| Overig                       | 19     | 0,11           | 0,16           |
| Onkerkelijk                  | 766    | 4,32           | 6,60           |
| Geen antwoord                | 1140   | 6,43           | 9,82           |
| Onbekend                     | 6107   | 34,46          | -              |

## Gemeente Ichtiman
De stad Ichtiman is het administratieve centrum van de gelijknamige gemeente. De gemeente bestaat uit 28 nederzettingen: de stad Ichtiman en 27 nabijgelegen dorpen. In 2019 was Vakarel met bijna 1.700 inwoners het grootste dorp, gevolgd door Zjivkovo en Stambolovo.
| - Baljovtsi - Bantsjovtsi - Bardo - Belitsa - Boeritsa - Bogdanovtsi - Borika - Boezjakovtsi - Dzjamoezovtsi - Ichtiman (hoofdplaats) - Kostadinkino - Ljoebnitsa - Metsjkovtsi - Mirovo | - Moetsjovo - Nejkjovets - Panovtsi - Paunovo - Poljantsi - Popovtsi - Razjana - Seljanin - Stambolovo - Tsjernovo - Vakarel - Venkovets - Verinsko - Zjivkovo |

Anton ·
Bozjoerisjte ·
Botevgrad ·
Dolna Banja ·
Dragoman ·
Elin Pelin ·
Etropole ·
Godetsj ·
Gorna Malina ·
Ichtiman ·
Koprivsjtitsa ·
Kostenets ·
Kostinbrod ·
Mirkovo ·
Pirdop ·
Pravets ·
Samokov ·
Slivnitsa ·
Svoge ·
Tsjavdar ·
Tsjelopetsj ·
Zlatitsa